# Mahona
Mahona là một thị xã và là một nagar panchayat của quận Lucknow thuộc bang Uttar Pradesh, Ấn Độ.

## Nhân khẩu
Theo điều tra dân số năm 2001 của Ấn Độ, Mahona có dân số 6967 người. Phái nam chiếm 53% tổng số dân và phái nữ chiếm 47%. Mahona có tỷ lệ 35% biết đọc biết viết, thấp hơn tỷ lệ trung bình toàn quốc là 59,5%: tỷ lệ cho phái nam là 42%, và tỷ lệ cho phái nữ là 27%. Tại Mahona, 19% dân số nhỏ hơn 6 tuổi.